# Томас Гікс
Томас Джон Гікс (англ. Thomas John Hicks; нар. 11 січня 1876 — пом. 28 січня 1952) — американський легкоатлет, який спеціалізувався в марафонському бігу.

## Із життєпису
Олімпійський чемпіон-1904 з марафонського бігу. Завершив дистанцію другим за 17-річним американцем Фредеріком Лорцем, якого після фінішу дискваліфікували за те, що частину дистанції він проїхав у автомобілі.
Неодноразовий учасник Бостонського та Чиказького марафонів.
Переможець Чиказького марафону (1906).
Срібний призер Бостонського марафону (1904).
По завершенні спортивної кар'єри імігрував до Канади.

## Основні міжнародні виступи
| Рік  | Змагання         | Місто     | Місце | Дисципліна |
| ---- | ---------------- | --------- | ----- | ---------- |
| 1904 | Олімпійські ігри | Сент-Луїс | 1     | марафон    |